# Charlie Eastwood

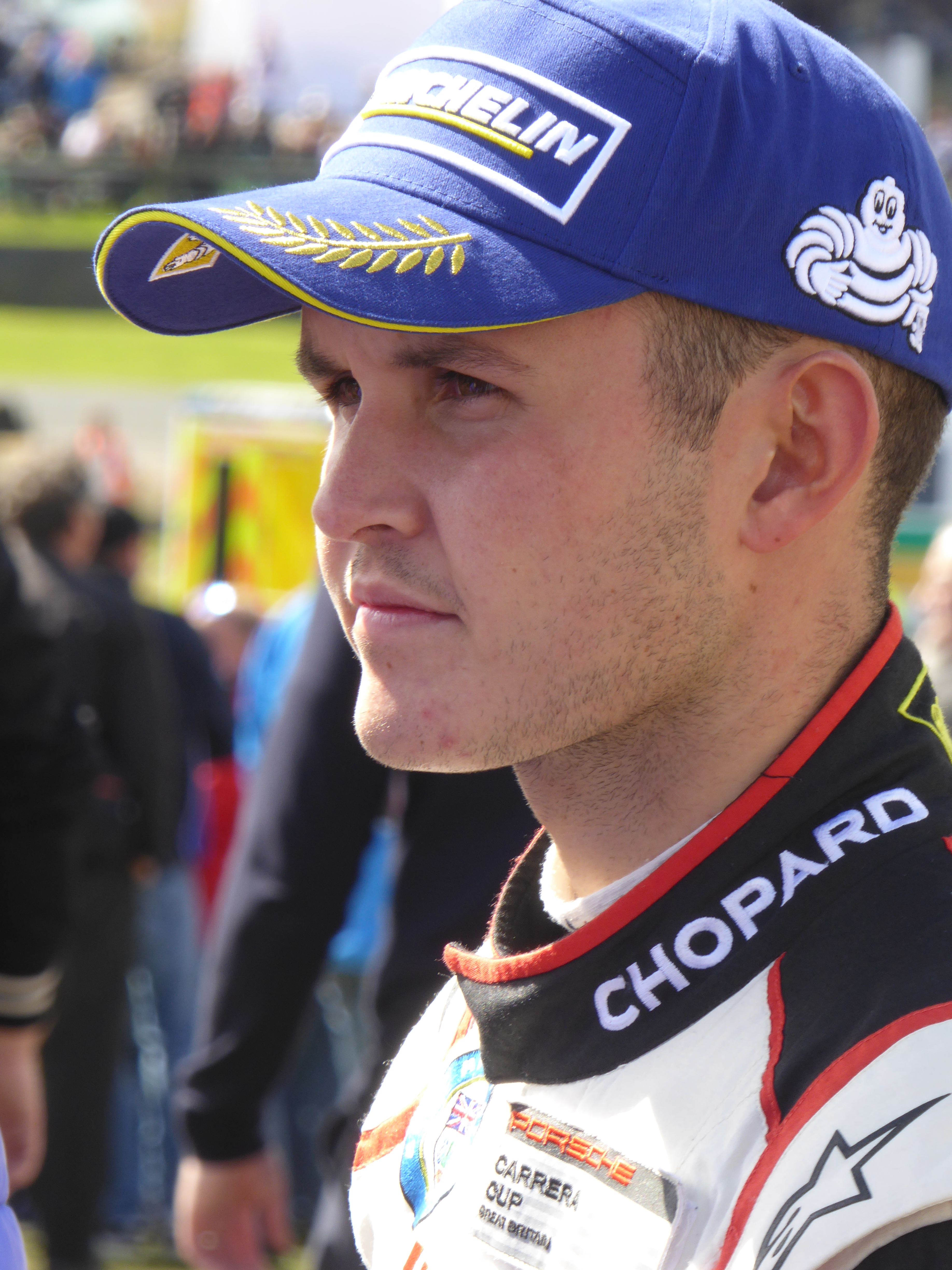
Charlie Eastwood 2017

Charles „Charlie“ Eastwood (* 11. August 1995 in Belfast) ist ein irischer Autorennfahrer.

## Karriere als Rennfahrer
Charlie Eastwood war ein erfolgreicher Senior-Kartfahrer mit Erfolgen in der Florida-Winterserie, ehe er 2014 in die BRDC Formula 4 Championship einstieg. Die Meisterschaft, die der spätere Formel-1-Pilot George Russell gewann, beendete er als Gesamtzehnter.
Nach einer Saison im Formel Renault Eurocup stieg er 2016 in den GT-Sport ein. Nach dem dritten Endrang 2016 wurde er 2017 Zweiter im Porsche Carrera Cup Großbritannien. 2018 stieg er mit einem Aston Martin Vantage GTE von TF Sport in die FIA-Langstrecken-Weltmeisterschaft ein und gab sein Debüt beim 24-Stunden-Rennen von Le Mans. 2019 erreichte er mit Euan Hankey und Salih Yoluç als Teampartner den 42. Rang in der Gesamtwertung.
Seinen ersten Gesamtsieg gelang in der European Le Mans Series erreichte er 2023 mit dem Erfolg beim 4-Stunden-Rennen von Barcelona.

## Statistik

### Einzelergebnisse in der mexikanischen Formel-4-Meisterschaft
| Jahr    | Team        | 1   | 2   | 3   | 4   | 5   | 6   | 7   | 8   | 9   | 10  | 11  | 12  | 13  | 14  | 15  | 16  | 17  | 18  | 19  | 20  | 21  | 22  | 23  | Punkte | Rang |
| ------- | ----------- | --- | --- | --- | --- | --- | --- | --- | --- | --- | --- | --- | --- | --- | --- | --- | --- | --- | --- | --- | --- | --- | --- | --- | ------ | ---- |
| 2016/17 | MomoF4 Team | USA | USA | USA | AH1 | AH1 | PUE | PUE | PUE | MER | MER | MER | CAN | CAN | CAN | MTY | MTY | MTY | SLP | SLP | SLP | AH2 | AH2 | AH2 | 0      | –.   |
| 2016/17 | MomoF4 Team |     |     |     |     |     |     |     |     |     |     |     | DNS | DNF | DNS |     |     |     |     |     |     |     |     |     | 0      | –.   |

### Le-Mans-Ergebnisse
| Jahr | Team      | Fahrzeug                     | Teamkollege     | Teamkollege    | Platzierung             | Ausfallgrund |
| ---- | --------- | ---------------------------- | --------------- | -------------- | ----------------------- | ------------ |
| 2018 | TF Sport  | Aston Martin Vantage GTE     | Euan Hankey     | Salih Yoluç    | Ausfall                 | Unfall       |
| 2019 | TF Sport  | Aston Martin Vantage V8      | Euan Hankey     | Salih Yoluç    | Rang 42                 |              |
| 2020 | TF Sport  | Aston Martin Vantage AMR     | Jonny Adam      | Salih Yoluç    | Rang 24 und Klassensieg |              |
| 2023 | ORT by TF | Aston Martin Vantage AMR     | Ahmad Al Harthy | Michael Dinan  | Rang 28                 |              |
| 2024 | TF Sport  | Chevrolet Corvette Z06 GT3.R | Rui Andrade     | Tom Van Rompuy | Rang 43                 |              |
| 2025 | TF Sport  | Chevrolet Corvette Z06 GT3.R | Rui Andrade     | Tom Van Rompuy | Rang 35                 |              |

### Sebring-Ergebnisse
| Jahr | Team              | Fahrzeug                     | Teamkollege   | Teamkollege | Platzierung | Ausfallgrund |
| ---- | ----------------- | ---------------------------- | ------------- | ----------- | ----------- | ------------ |
| 2024 | Tower Motorsports | Oreca 07                     | Michael Dinan | John Farano | Ausfall     | Unfall       |
| 2025 | DXDT Racing       | Chevrolet Corvette Z06 GT3.R | Alec Udell    | Salih Yoluç | Rang 34     |              |

### Einzelergebnisse in der FIA-Langstrecken-Weltmeisterschaft
| Saison  | Team      | Rennwagen                    | 1   | 2   | 3   | 4   | 5   | 6   | 7   | 8   |
| ------- | --------- | ---------------------------- | --- | --- | --- | --- | --- | --- | --- | --- |
| 2018/19 | TF Sport  | Aston Martin Vantage GTE     | SPA | LEM | SIL | FUJ | SHA | SEB | SPA | LEM |
| 2018/19 | TF Sport  | Aston Martin Vantage GTE     | 22  | DNF | 18  | 24  | 29  | 25  | 26  | 42  |
| 2019/20 | TF Sport  | Aston Martin Vantage AMR     | SIL | FUJ | SHA | BAH | AUS | SPA | LEM | BAH |
| 2019/20 | TF Sport  | Aston Martin Vantage AMR     | 24  | 19  | 19  | DNF | 19  | 17  | 24  | 21  |
| 2023    | ORT by TF | Aston Martin Vantage AMR     | SEB | POR | SPA | LEM | MON | FUJ | BAH |     |
| 2023    | ORT by TF | Aston Martin Vantage AMR     | 26  | 28  | 22  | 28  | 28  | 35  | DNF |     |
| 2024    | TF Sport  | Chevrolet Corvette Z06 GT3.R | KAT | IMO | SPA | LEM | SAO | AUS | FUJ | BAH |
| 2024    | TF Sport  | Chevrolet Corvette Z06 GT3.R | DNF | 24  | DNF | 43  | 26  | DNF | 16  | 16  |
| 2025    | TF Sport  | Chevrolet Corvette Z06 GT3.R | KAT | IMO | SPA | LEM | SAO | AUS | FUJ | BAH |
| 2025    | TF Sport  | Chevrolet Corvette Z06 GT3.R | DNF | 24  | 28  | 35  | 19  |     |     |     |